# Station Eygurande-Merlines
Station Eygurande-Merlines is een spoorwegstation in de Franse gemeente Merlines.